# Herkules (lepidlo)

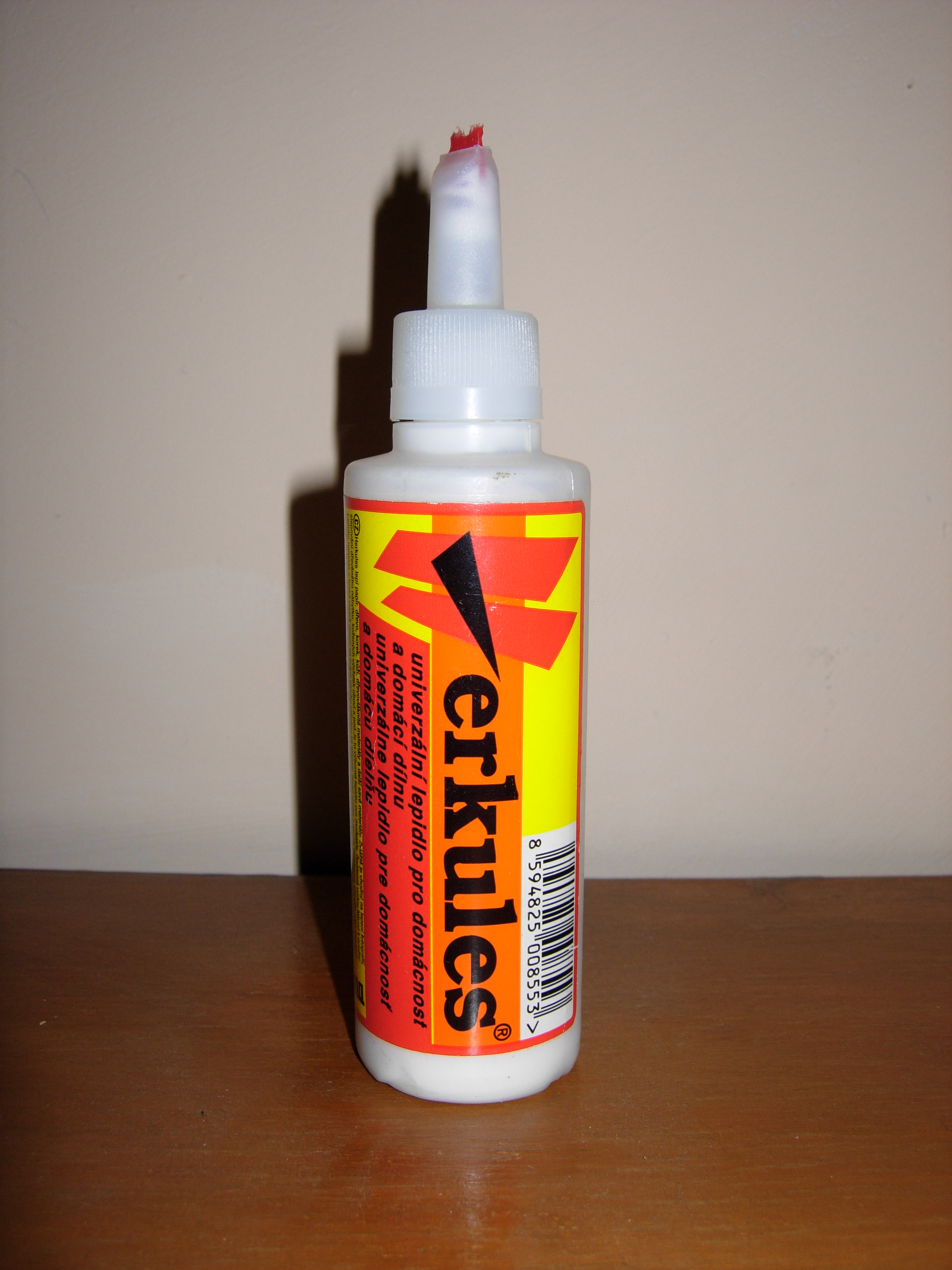
Lepidlo Herkules

Herkules je lepidlo na bázi polyvinylacetátu určené k lepení papíru, dřeva, kůže, korku a dalších nasákavých materiálů (např.: lepení fotografií, dřevěného nábytku nebo kožené obuvi). Je ředitelné vodou a je vhodné jako lepidlo pro modeláře.
Lepidlo vyrábí firma Druchema, která s tím začala již na přelomu 50. a 60. let 20. století.